# Edie Sedgwick
Edie Sedgwick (Santa Barbara, 20 april 1943 - aldaar, 16 november 1971) was een Amerikaans actrice en fotomodel. Zij was een stijlicoon van de jaren 1960 en trad op in een aantal films van Andy Warhol.
Sedgwick groeide op op de ranch van haar rijke, voorname ouders, Francis Minturn Sedgwick en Alice Delano De Forest (een afstammelinge van de 17e-eeuwse Waalse kolonistenleider Jessé de Forest). De Sedgwicks leefden in hun eigen wereld en hadden zelfs een privéschool laten bouwen op de ranch.
De Sedgwicks hadden veel problemen. Edie's broer Minty was al op zijn 15e alcoholist en pleegde zelfmoord in 1964, een dag voor zijn 26e verjaardag. Haar andere broer Bobby botste met zijn motor tegen een bus op nieuwjaarsavond 1964 en overleed twee weken later. Ook Edie had problemen. Ze leed aan anorexia nervosa en werd in de herfst van 1962 naar het psychiatrisch ziekenhuis Silver Hill gestuurd. Toen ze nog maar 40 kilo woog werd ze naar een strenger psychiatrisch ziekenhuis gestuurd. Daar raakte ze zwanger en onderging een abortus.
Nadat Edie ontslagen was uit het psychiatrisch ziekenhuis, verhuisde ze in de herfst van 1963 naar Cambridge (Massachusetts). Ze bleef naar een psycholoog gaan alwaar ze Chuck Wein ontmoette. Edie verliet Cambridge op haar 21e en verhuisde in 1964 naar New York. Chuck Wein kwam ook naar New York en introduceerde haar in 1965 bij Andy Warhol. Chuck bracht Edie dagelijks naar The Factory, het atelier van Warhol.
Tijdens een bezoek aan de Factory castte Warhol haar in zijn film Vinyl. Het was haar tweede rol. Ze had ook een rolletje in Warhols film Horse. Hoewel Sedgwicks rollen in de films erg klein waren, besloot Warhol van Sedgwick een ster te maken. Chuck Wein werd zijn nieuwe screenwriter en assistent-regisseur. De eerste grote film met Sedgwick was Beauty No. 2 en ging op 17 juli 1965 in première. Beauty No. 2 maakte Sedgwick de grote vrouwelijke ster van de underground-cinema.
Eind 1965 kreeg Sedgwick ruzie met Warhol. Ze beweerde dat hij haar te weinig betaalde voor zijn films en eiste dat hij de films die ze met hem gemaakt had niet meer zou vertonen in de Factory. Sedgwicks laatste film met Warhol was The Andy Warhol Story, een nooit uitgebrachte film die in 1966 werd opgenomen. De film is waarschijnlijk zoekgeraakt of vernietigd.
Haar overlijden op 28-jarige leeftijd was het gevolg van het gebruik van barbituraten en mogelijk ook alcohol.
De biografische film Factory Girl (2006) was gebaseerd op het boek Edie: Factory Girl. In deze film speelt Sienna Miller de rol van Edie Sedgwick.
- Bibsys: 3067139
- Bibliothèque nationale de France: cb119706468 (data)
- Gemeinsame Normdatei: 132872919
- International Standard Name Identifier: 0000 0000 7730 2665
- Library of Congress Control Number: n81152463
- Bibliotheek van het Japanse parlement: 00621463
- Nationale Bibliotheek van Tsjechië: xx0179028
- Nationale Bibliotheek van Israël: 987007386855605171
- Nationale Bibliotheek van Polen: a0000002794422
- Nederlandse Thesaurus van Auteursnamen: 120402815
- Système universitaire de documentation: 027724972
- Museum of New Zealand Te Papa Tongarewa: 60913
- Union List of Artist Names: 500355475
- Virtual International Authority File: 72565776
- WorldCat: E39PBJrgGtHtm6bGjYjWdvJdQq